# 帕韋永島
帕韋永島（英語：Pabellón Island）是南極洲的島嶼，位於歐米加島北端附近，屬於帕默群島中梅爾基奧群島的一部分，是安德森港西部入口處南面，現時由南極條約體系管理。